# 惠勒斯海峽
惠勒斯海峽（英語：Whalers Passage）是南極洲的海峽，位於南喬治亞群島，處於韋爾科姆群島和斯凱岩之間，在1931年由英國海軍繪入地圖和命名，由英國海外領土管轄。